# 78577 JPL
78577 JPL è un asteroide della fascia principale. Scoperto nel 2002, presenta un'orbita caratterizzata da un semiasse maggiore pari a 2,9395198 UA e da un'eccentricità di 0,0990946, inclinata di 0,72282° rispetto all'eclittica.
L'asteroide è dedicato al Jet Propulsion Laboratory.